# Saint-Aubin-sur-Yonne
Saint-Aubin-sur-Yonne település Franciaországban, Yonne megyében. Lakosainak száma 435 fő (2022. január 1.). Saint-Aubin-sur-Yonne Joigny, Cézy és Villecien községekkel határos.

## Népesség
A település népessége az elmúlt években az alábbi módon változott:
| Lakosok száma | 434  | 419  | 422  | 411  | 409  | 418  | 427  | 428  | 435  |
|               | 2013 | 2015 | 2016 | 2017 | 2018 | 2019 | 2020 | 2021 | 2022 |